# 2-й истребительный авиационный полк
2-й истребительный авиационный полк (2-й иап) — воинская часть Военно-Воздушных сил (ВВС) Вооружённых Сил РККА, принимавшая участие в боевых действиях Великой Отечественной войны.

## Наименования полка
- 2-й истребительный авиационный полк;
- 2-й истребительный авиационный полк ПВО;
- 85-й гвардейский истребительный авиационный полк;
- 85-й гвардейский истребительный авиационный Севастопольский полк;
- 85-й гвардейский истребительный авиационный Севастопольский ордена Богдана Хмельницкого полк;
- 85-й гвардейский истребительный авиационный Севастопольский Краснознамённый ордена Богдана Хмельницкого полк;
- Полевая почта 06904.

## Создание полка
2-й истребительный авиационный полк сформирован 13 мая 1938 года в Киевском военном округе (г. Васильков) из 1-го и 2-го отрядов 109-й истребительной авиаэскадрильи 51 истребительной авиабригады и пополнен личным составом из 5-й истребительной авиаэскадрильи.
История 2-го иап тесно связана с историей 10-го и 11-го истребительных авиационных отрядов, которые были переименованы в 1-й и 2-й авиационные отряды и вошли в 109-ю отдельную истребительную авиационную эскадрилью:
- 10-й отряд сформирован в Петрограде осенью 1917 года
- 11-й отряд сформирован в Москве в конце 1918 года
- 2-я отдельная истребительная авиационная эскадрилья сформирована в декабре 1921 года из 10-го ,11-го и 12-го отдельных авиаотрядов в Киеве
- 2-я отдельная истребительная авиационная эскадрилья в декабре 1923 года переименована в 3-ю отдельную истребительную авиационную эскадрилью
- 3-я отдельная истребительная авиационная эскадрилья 1 мая 1934 года переименована в 109-ю отдельную истребительную авиационную эскадрилью

## Переименование полка
2-й истребительный авиационный полк 18 марта 1943 года за образцовое выполнение боевых задач и проявленные при этом мужество и героизм на основании Приказа НКО СССР переименован в 85-й гвардейский истребительный авиационный полк.

## В действующей армии
В составе действующей армии:
- с 22 июня 1941 года по 6 октября 1942 года, всего 471 день
- с 22 октября 1942 года по 18 марта 1943 года, всего 147 дней

Итого — 618 дней

## Командиры полка
- майор Пузейкин Владимир Васильевич[5], 13.05.1938 — 1939
- полковник Грисенко Александр Иванович[6][7], 17.02.1939 — 05.09.1942
- батальонный комиссар, подполковник Залесский Иван Павлович (погиб)[5], 05.09.1942 — 20.12.1943

## В составе соединений и объединений
| Период        | Фронт (округ)                 | армия               | дивизия                                            | примечание                                                                       |
| ------------- | ----------------------------- | ------------------- | -------------------------------------------------- | -------------------------------------------------------------------------------- |
| 13.05.1938 г. | Киевский военный округ        | ВВС округа          | 51-я истребительная авиационная бригада            | И-16                                                                             |
| 17.09.1939 г. | Украинский фронт              | ВВС фронта          | 22-я истребительная авиационная бригада            | боевые действия при освобождении Западной Украины, И-16, И-15 бис                |
| 28.09.1939 г. | Киевский военный округ        | ВВС округа          | 22-я истребительная авиационная бригада            | И-16, И-15 бис                                                                   |
| 01.01.1940 г. | Северо-Западный фронт         | ВВС фронта          |                                                    | 4-я эскадрилья капитана Соболева, И-16, И-15 бис                                 |
| 28.06.1940 г. | Южный фронт                   | ВВС фронта          | 22-я истребительная авиационная бригада            | боевые действия при освобождении Бессарабии, И-16, И-15 бис                      |
| 09.07.1940 г. | Киевский военный округ        | ВВС округа          | 22-я истребительная авиационная бригада            | И-16, И-15 бис                                                                   |
| 01.09.1940 г. | Киевский особый военный округ | ВВС округа          | 36-я истребительная авиационная дивизия            | И-16, И-15 бис                                                                   |
| 22.06.1941 г. | Киевский особый военный округ | ВВС округа          | 36-я истребительная авиационная дивизия            | И-16, И-153                                                                      |
| 22.06.1941 г. | Юго-Западный фронт            | ВВС фронта          | 36-я истребительная авиационная дивизия            | И-16, И-153                                                                      |
| 20.09.1941 г. | Юго-Западный фронт            | ВВС фронта          | 36-я истребительная авиационная дивизия            | выведен в резерв фронта                                                          |
| 23.11.1941 г. | Московский военный округ      | ВВС округа          | 2-й запасной истребительный авиационный полк       | ст. Сейма Горьковской области, переформирован, переучился на ЛаГГ-3              |
| 10.05.1942 г. | Юго-Западный фронт            | 28-я армия          | ВВС 28-й армии                                     | ЛаГГ-3                                                                           |
| 29.05.1942 г. | Юго-Западный фронт            | 8-я воздушная армия | 220-я истребительная авиационная дивизия           | ЛаГГ-3                                                                           |
| 06.07.1942 г. | Юго-Западный фронт            | 8-я воздушная армия | 220-я истребительная авиационная дивизия           | выведен во фронтовой тыл, г. Урюпинск Сталинградской области, переучился на Як-1 |
| 27.07.1942 г. | Сталинградский район ПВО      | ПВО района          | 102-я истребительная авиационная дивизия           | Як-1                                                                             |
| 23.08.1942 г. | Сталинградский фронт          | 8-я воздушная армия | резерв ВА                                          | Жидкур, Як-1                                                                     |
| 01.10.1942 г. | Сталинградский фронт          | 8-я воздушная армия | 288-я истребительная авиационная дивизия           | Як-1                                                                             |
| 07.10.1942 г. | Приволжский военный округ     | ВВС округа          | 8-й запасной истребительный авиационный полк       | пос. Багай-Барановка Саратовской области, получил новые самолёты Як-1            |
| 22.10.1942 г. | Сталинградский фронт          | 8-я воздушная армия | 226-я штурмовая авиационная дивизия                | Як-1                                                                             |
| 11.12.1942 г. | Сталинградский фронт          | 8-я воздушная армия | 287-я истребительная авиационная дивизия           | Як-1                                                                             |
| 01.01.1943 г. | Южный фронт                   | 8-я воздушная армия | 268-я истребительная авиационная дивизия           | Як-1                                                                             |
| 18.03.1943 г. | Южный фронт                   | 8-я воздушная армия | 6-я гвардейская истребительная авиационная дивизия | Полк преобразован в гвардейский,Як-1                                             |

## Участие в сражениях и битвах
- Освобождение Западной Украины и Западной Белоруссии (1939)
- Советско-финская война (1939—1940)
- Освобождение Бессарабии (1940)
- Великая Отечественная война (1941—1943):
  - Приграничные сражения — с 22 июня 1941 года по 29 июня 1941 года
  - Киевская стратегическая оборонительная операция — с 7 июля 1941 года по 26 сентября 1941 года
  - Донбасско-Ростовская оборонительная операция — с 29 сентября 1941 года по 16 ноября 1941 года
  - Ростовская операция — с 17 ноября 1941 года по 21 ноября 1941 года
  - Воронежско-Ворошиловградская операция — с 28 июня 1942 года по 5 июля 1942 года
  - Сталинградская битва — с 18 июля 1942 года по 2 февраля 1943 года

## Первая известная воздушная победа полка в Великой Отечественной войне
Первая известная воздушная победа полка в Великой Отечественной войне одержана 22 июня 1941 года группой истребителей в воздушном бою в районе Киева: сбито 2 бомбардировщика противника Ju-88.

## Отличившиеся воины полка
- Зайцев Дмитрий Александрович, младший лейтенант, командир звена 2-го истребительного авиационного полка 36-й истребительной авиационной дивизии Военно-Воздушных Сил Юго-Западного Фронта 2 августа 1941 года удостоен звания Герой Советского Союза. Золотая Звезда № 356.

## Статистика боевых действий
Всего за 1941—1942 годы Великой Отечественной войны полком:
| Выполнено боевых вылетов | Сбито самолётов в воздухе | Уничтожено самолётов всего |
| ------------------------ | ------------------------- | -------------------------- |
| 6147                     | 120                       | 139                        |

Свои потери:
| Потеряно самолётов, всего | Погибло лётчиков всего |
| ------------------------- | ---------------------- |
| 81                        | 38                     |

## Самолёты на вооружении
| Период      | Самолёты |
| ----------- | -------- |
| 1938 — 1941 | И-16     |
| 1938 — 1941 | И-153    |
| 1941 — 1942 | МиГ-3    |
| 1942 — 1942 | ЛаГГ-3   |
| 1942 — 1944 | Як-1     |
| 1943 — 1946 | Як-9     |